# Royal Golf du Château royal d'Ardenne
Pour les articles homonymes, voir Ardenne.

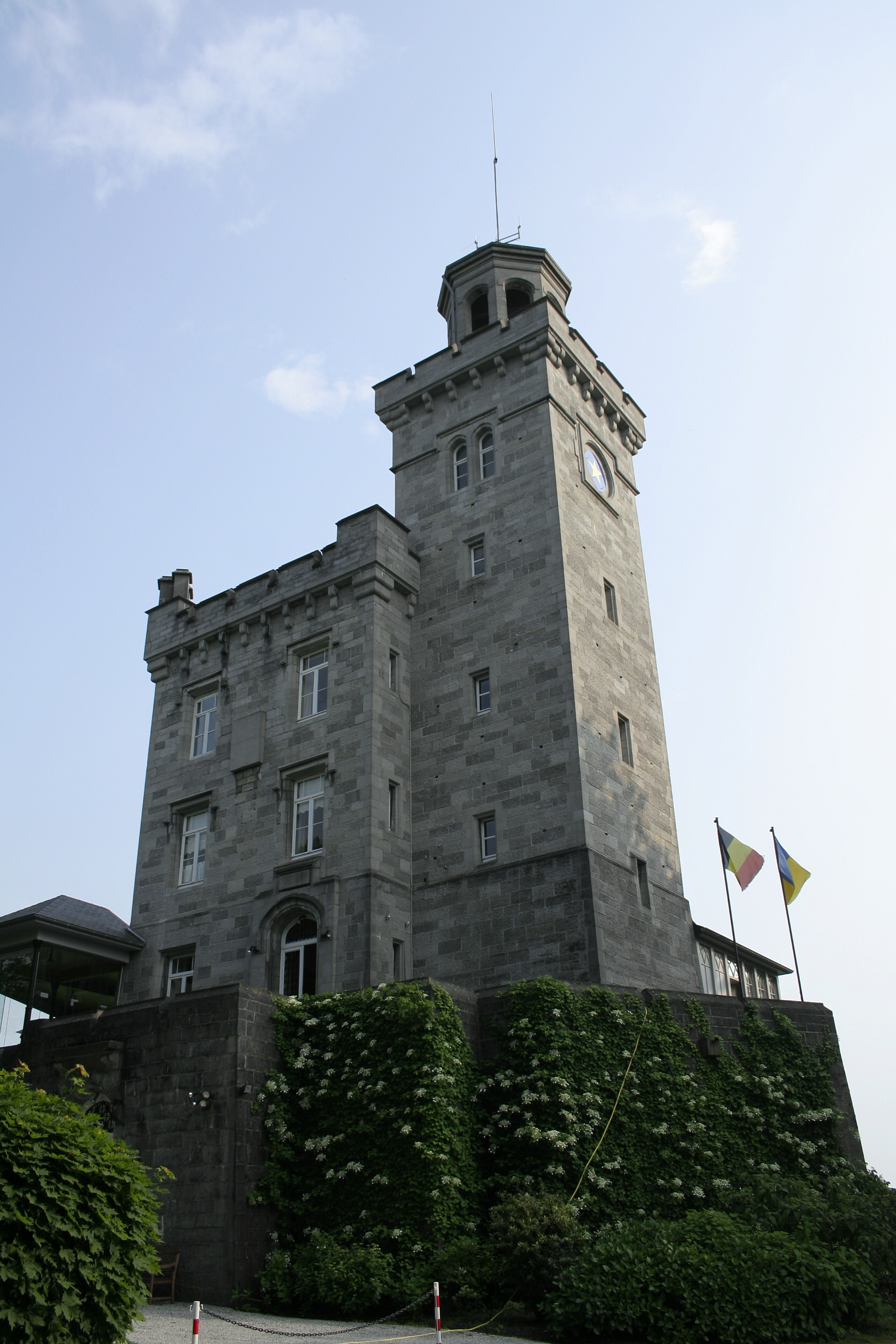
La tour Léopold (1878)

Le Royal Golf Club du Château Royal d'Ardenne est un parcours de golf situé à Houyet dans la province de Namur, en Belgique.
Il fut créé à l'initiative du roi Léopold II à la fin du XIXe siècle. Le parcours complétait à l'époque la diagonale des clubs royaux : mer du Nord, Ostende, Bruxelles (Ravenstein), Ardenne. Le roi Léopold II fit construire le château royal d'Ardenne à Houyet, en 1874, dans le parc du domaine d'Ardenne, à quelques kilomètres du château de Ciergnon. Le club house est aménagé sur la terrasse de la tour Léopold et offre un panorama sur la région.
Il est propriété de la Donation royale, qui le loue depuis 1950.

## La famille royale de Belgique au palmarès du championnat du club
- Léopold III de Belgique 1961
  - Albert 1958
  - Alexandre 1959 1963 1964
  - Baudoin 1960

« Le plus doué est très certainement Baudoin qui justifiera un appréciable handicap de 3 »
et, chez les dames
- Lilian 1960 1961

## Vestiges présents sur le parcours
- L'exèdre (1889)
- Le jet d'eau
- Le candélabre en porphyre
- La chapelle